# Мальсфельд
Мальсфельд (нім. Malsfeld) — громада в Німеччині, знаходиться в землі Гессен. Підпорядковується адміністративному округу Кассель. Входить до складу району Швальм-Едер.
Площа — 34,49 км2. Населення становить 3889 ос. (станом на 31 грудня 2020).